# Encefalopatia spongiforme bovina
L'encefalopatia spongiforme bovina (in inglese bovine spongiform encephalopathy, da cui la sigla BSE) era una malattia neurologica cronica, degenerativa e irreversibile che colpiva i bovini, causata da un prione, una proteina patogena conosciuta anche come "agente infettivo non convenzionale".
Nota all'opinione pubblica come malattia della mucca pazza (o semplicemente mucca pazza), faceva parte di un gruppo di malattie denominate encefalopatie spongiformi trasmissibili (TSE o EST) che colpiscono diverse specie animali, compreso l'uomo. Dalla scoperta della malattia, numerose ricerche e prevenzioni sono state svolte accuratamente a partire dall'esordio dell'epidemia, che ha portato all'eradicazione totale della malattia.

## Storia ed epidemiologia
Il primo caso di BSE avvenne nel Regno Unito nel 1986 quando il laboratorio centrale di veterinaria di Weybridge identificò, in un allevamento nella regione dell'Hampshire, un esemplare dal quadro clinico preoccupante.
L'insorgenza della malattia era da ricollegarsi, più che all'uso di farine di carne, a modifiche nel processo di produzione delle stesse: per eliminare l'eccesso di grassi si usavano dei solventi potenzialmente pericolosi e/o cancerogeni; sospetti di tossicità sul solvente che li doveva sostituire, fecero sì che se ne abbandonasse l'uso, sostituendolo con un processo di semplice pressione, in cui però le temperature raggiunte non erano più in grado di inattivare i prioni, come invece avveniva nell'uso di solventi.
Alcuni anni dopo la comunità europea mise al bando definitivamente questa pratica, evitando, in questo modo, il riciclaggio dell'agente infettante attraverso l'utilizzo di carcasse di bovini malati nella produzione di farine di carne e ossi destinate all'alimentazione animale.
Nel 2001 i ricercatori del dipartimento di biochimica dell'Università della Calabria, sulla base di uno studio inglese condotto da David Browne, biochimico inglese dell'Università di Cambridge, ipotizzarono che tale malattia fosse causata da inquinamento del suolo nelle zone di pascolo.
Nell'ottobre del 2005, il comitato veterinario dell'Unione europea pose fine al bando che, da marzo 2001, vietava la commercializzazione nell'Unione europea della carne non disossata (come la bistecca alla fiorentina). Nel 2012 l'UE ha poi ripristinato la possibilità di nutrire il bestiame da allevamento con farine animali.

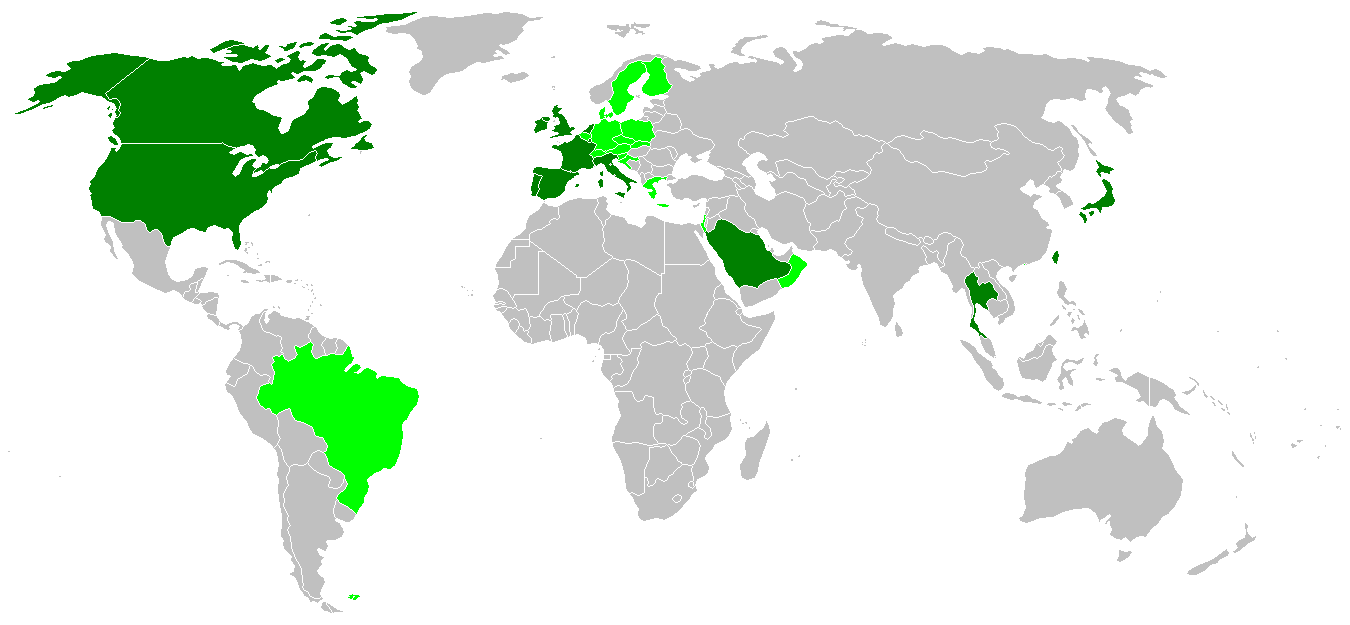
In verde scuro i paesi che hanno confermato casi di variante umana (nuova variante della malattia di Creutzfeldt-Jakob) e, in verde chiaro, i paesi che hanno dichiarato casi di bovini con BSE

| Paesi           | casi di BSE | casi primari di vCJD | casi secondari di vCJD |
| --------------- | ----------- | -------------------- | ---------------------- |
| Austria         | 8           | 0                    | 0                      |
| Arabia Saudita  | 0           | 1                    | 0                      |
| Belgio          | 133         | 0                    | 0                      |
| Brasile         | 2           | 0                    | 0                      |
| Canada          | 21          | 2                    | 0                      |
| Danimarca       | 16          | 0                    | 0                      |
| Finlandia       | 1           | 0                    | 0                      |
| Francia         | 1027        | 27                   | 0                      |
| Germania        | 421         | 0                    | 0                      |
| Giappone        | 36          | 1                    | 0                      |
| Gran Bretagna   | 184621      | 175                  | 3                      |
| Grecia          | 1           | 0                    | 0                      |
| Hong Kong       | 2           | 0                    | 0                      |
| Irlanda         | 1653        | 4                    | 0                      |
| Israele         | 1           | 0                    | 0                      |
| Italia          | 144         | 3                    | 0                      |
| Liechtenstein   | 2           | 0                    | 0                      |
| Lussemburgo     | 3           | 0                    | 0                      |
| Norvegia        | 1           | 0                    | 0                      |
| Oman            | 2           | 0                    | 0                      |
| Paesi Bassi     | 88          | 3                    | 0                      |
| Polonia         | 74          | 0                    | 0                      |
| Portogallo      | 1082        | 2                    | 0                      |
| Repubblica Ceca | 30          | 0                    | 0                      |
| Romania         | 2           | 0                    | 0                      |
| Slovacchia      | 25          | 0                    | 0                      |
| Slovenia        | 9           | 0                    | 0                      |
| Spagna          | 788         | 5                    | 0                      |
| Stati Uniti     | 3           | 4                    | 0                      |
| Svezia          | 1           | 0                    | 0                      |
| Svizzera        | 467         | 0                    | 0                      |
| Taiwan          | 0           | 1                    | 0                      |
| Totale          | 190664      | 228                  | 3                      |

Dati aggiornati a dicembre 2016

## Eziopatogenesi
L'agente infettivo è una proteina modificata detta prione che colpisce i centri nervosi dell'animale. Questa proteina subisce una modifica permanente della sua conformazione che provoca un danno irreversibile nella proteina presente normalmente nelle cellule sane del cervello. Ciò produce un'aggregazione tra le proteine che risulta nella formazione di dense placche fibrose. Al microscopio, queste ultime appaiono come "buchi", dando alla sezione osservata il caratteristico aspetto "a spugna" della materia cerebrale. Il fenomeno produce a livello clinico un deterioramento delle condizioni fisiche e mentali dell'animale e che conduce inevitabilmente alla morte.
I prioni sono resistenti alle alte temperature e alle normali procedure di disinfezione. Si ritiene che il contagio avvenga quando l'animale introduce nel proprio organismo, mediante l'alimentazione, tessuti di animali infetti. Le farine animali, ricavate dagli animali morti e usate per l'alimentazione bovina fino allo scoppio della malattia, sono state ritenute la causa prima di questa pestilenza; in particolare, la modifica della sgrassatura delle farine, decisa nel Regno Unito sostituendo l'estrazione con solventi organici con altre metodiche, fu ritenuta la causa principale della mancata inattivazione del prione.
Stanley Prusiner, Premio Nobel per la medicina per la sua ricerca sui prioni, è uno dei firmatari dello studio che rivela come esistano legami tra la malattia della mucca pazza e una nuova variante della malattia di Creutzfeldt-Jakob (vCJD o nvCJD) che colpisce l'uomo. Nel 1996, il Regno Unito ha ammesso che la carne infetta da BSE ha probabilmente causato la morte per vCJD di 10 giovani. Si deve registrare la scorrettezza di molti giornali che attribuiscono a "mucca pazza" casi di morti chiaramente legate, per l'età avanzata dei pazienti, alla malattia di Creutzfeldt-Jakob (encefalopatia spongiforme umana non legata ai bovini).
Secondo uno studio effettuato sul DNA dei pazienti, inoltre, risulterebbe finora che in tutti i casi era presente nel codone 129 un genotipo omozigote metionina/metionina.

## Anatomia patologica

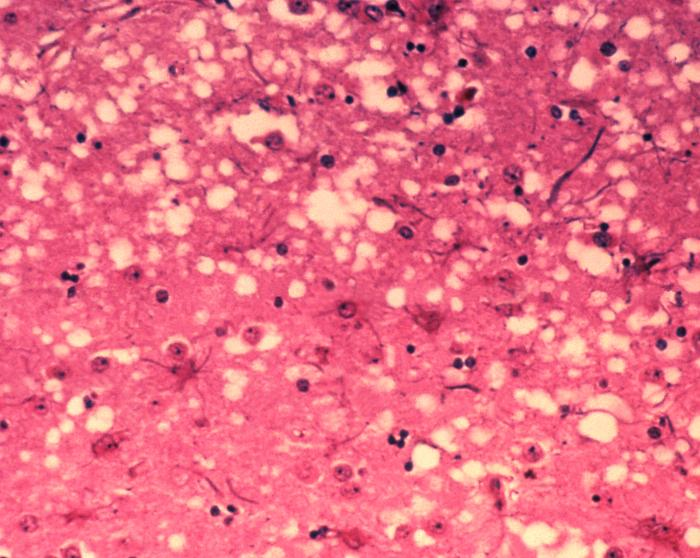
Microfoto di sezione di cervello di bovino affetto da BSE

La presenza di vacuoli in questa sezione di tessuto infetto, come microscopici buchi nella materia grigia, fa assumere alla sezione in esame il caratteristico aspetto "a spugna", tipico di questa malattia.

## Clinica
I primi sintomi, di carattere neurologico, si rivelavano con modifiche del comportamento, ansietà e aggressività, seguite da perdita dell'appetito, della montata lattea e dell'equilibrio.

## Prevenzione

### Italia
Per contrastare il fenomeno vennero presi diversi provvedimenti normativi: con il D.P.R. 19 ottobre 2000 n. 437 di istituzione della cosiddetta "anagrafe bovina" e con legge 9 marzo 2001 n. 49, che dispose per la distruzione del materiale specifico a rischio per encefalopatie spongiformi bovine e delle proteine animali ad alto rischio, e con l'etichettatura delle carni bovine che consente la tracciabilità e la trasparenza delle informazioni ai consumatori.
Anche il Ministero della sanità intervenne, con l'ordinanza di marzo 2001, con cui si vieta la vendita delle parti del bovino che interessano la colonna vertebrale e i gangli, il cervello e le frattaglie.
In seguito, con la regressione e poi la scomparsa della malattia dall'Europa, la possibilità di vendere (e consumare) cervella è stata ripristinata.